# Kikker (Max Velthuijs)
Kikker is een hoofdpersonage in de boekenserie van Max Velthuijs. De verhalen van Kikker worden uitgegeven door Uitgeverij Leopold.
Kikker is een dier in een antropomorfe dierenomgeving die als met een kinderblik naar dagelijkse gebeurtenissen kijkt en zo kinderen inzicht geeft in sociale interacties. In de wereld van Kikker en zijn vrienden Eend, Haas, Varkentje, later ook Rat en Beertje, bestaat geen gevoel voor status: iedereen is gelijk. Elk dier heeft zijn eigen karakter en zijn eigen vaardigheden. Ondanks de soms ‘zware’ onderwerpen, zoals verdriet, angst, watersnood en de dood, weten Kikker en zijn vrienden van het leven te genieten. Er is altijd een boodschap in Velthuijs’ boeken, maar hij brengt die als een algemene, universele waarheid. Op het eind is er steeds een positieve oplossing voor de dilemma’s van Kikker en zijn vrienden. Hun avonturen spreken niet alleen kinderen aan, maar raken ook een gevoelige snaar bij volwassenen. De grondhouding van behulpzaamheid en verbazing over zaken die gebeuren en het meedoen in kleine avonturen maken, gecombineerd met de naïef aandoende tekenstijl, een eigen leefwereld.
In Nederland en België heeft de boekenserie over Kikker verschillende Zilveren en Gouden Penselen en Zilveren en Gouden Griffels gewonnen. Ook internationaal geniet Kikker bekendheid, de boeken zijn in meer dan 50 talen vertaald. Er is ook een tekenfilmserie gebaseerd op de verhalen. Theater Terra maakte enkele Kikkermusicals: Kikker, Kikker in de Wolken, Kikker en zijn vriendjes, Kikker is jarig en Kikker en de vallende ster. De musical Kikker ging internationaal en was onder andere te zien in Amerika, Canada, China, Iran en Schotland. 
In het Kinderboekenmuseum in Den Haag is een permanente Kikker-tentoonstelling te bezoeken, waarin jonge kinderen op speelse wijze leren over grote emoties als liefde, angst en blijdschap. Ze stappen binnen in de wereld van Kikker. Ook Natuurmuseum Brabant in Tilburg heeft een eigen Kikkertentoonstelling. 
In 2014 bestond Kikker 25 jaar.

## Titels
- Mijn kleine Kikker eerste woordjes
- Dag! Kikker
- Hap! Kikker
- Kikker binnen
- Kikker buiten
- Kikker in het water
- Kikker speelt met water
- Kraken met Kikker en zijn vriendjes
- Muziek met Kikker en zijn vriendjes
- Kikker baby speelboekje
- Spelen met Kikker!
- Kikker uitdeelboekjes
- Slaap lekker, Kikker
- Mijn Kikker babyboek
- Kikker en Eend
- Kikker en Haas
- Kikker en Rat
- Kikker en Varkentje
- Kikker viert feest
- Kerstfeest met Kikker
- Kikker is jarig
- Mijn Kikker telboek + telraam
- Kikker is verliefd
- Kikker en het vogeltje
- Kikker in de kou
- Kikker en de vreemdeling
- Kikker is bang
- Kikker is een held
- Kikker is kikker
- Kikker en de horizon
- Kikker en een heel bijzondere dag
- Kikker vindt een vriendje
- Kikker vindt een schat
- Kikker is bedroefd
- Kikker speelt verstoppertje (naar Max Velthuijs)
- Kikker en de wind (naar Max Velthuijs)
- Kikker en de sneeuwman (naar Max Velthuijs)
- Kikker is ongeduldig (naar Max Velthuijs)
- Kikker en de warme dag (naar Max Velthuijs)
- Kikker en het Nieuwjaar (naar Max Velthuijs)
- Kikker en het water (naar Max Velthuijs)
- Kikker is boos (naar Max Velthuijs)
- Kikker en de vos (naar Max Velthuijs)
- Kikker verveelt zich (naar Max Velthuijs)
- Kikker kan niet praten (naar Max Velthuijs)
- Het jaar van Kikker
- Dit is Kikker
- Kikker en Beertje
- Kikker en zijn vriendjes
- Kikker en het avontuur
- Mijn Kikker plak- en fotoboek
- Mijn Kikker kleur- en stickerboek
- Kikker in de wind
- Het ABC van Kikker